# Jacob Meckel
Pour les articles homonymes, voir Meckel (homonymie).
Klemens Wilhelm Jacob Meckel (28 mars 1842 - 5 juillet 1905) est un général de l'armée prussienne qui fut conseiller étranger au Japon pendant l'ère Meiji.

## Biographie
Meckel est né à Cologne en province de Rhénanie. Diplômé de l'école d'État-major de l'armée prussienne, il participa à la guerre franco-prussienne où il fut décoré de la Croix de fer.

### Au Japon
Après la victoire des Allemands sur les Français lors de la guerre franco-prussienne, le gouvernement japonais décida de modeler l'armée impériale japonaise sur le modèle de l'armée prussienne. Ainsi, il invita des militaires allemands à venir au Japon pour réformer l'armée. Le chef d'État-major prussien, Helmuth von Moltke, sélectionna Meckel (qui était major à l'époque) pour aller au Japon. Il devint ainsi professeur à l'académie militaire et conseiller auprès de l'État-major de l'armée impériale japonaise. Il travailla étroitement avec les généraux et futurs premiers ministres Tarō Katsura et Aritomo Yamagata, et avec le général Sōroku Kawakami. Les nombreuses recommandations de Meckel furent toutes mises en œuvre, comme la réorganisation de la structure de commandement militaire, ou encore le découpage de l'armée en divisions et en régiments, ce qui accrut la mobilité et la logistique des troupes. Il conseilla de relier les bases militaires principales entre elles par des voies de chemin de fer, créa des unités d'artillerie et de génie qui pouvaient fonctionner indépendamment, et supprima presque toutes les exceptions à la conscription universelle.
Un buste de Meckel fut érigé en face de l'académie militaire japonaise en 1909 mais il fut retiré après la Seconde Guerre mondiale. Bien que son séjour au Japon fût plutôt court (1885-1888), Meckel eut un impact énorme dans l'élaboration de l'armée impériale japonaise. C'est lui qui y introduisit les théories militaires de Carl von Clausewitz et le concept prussien des jeux de guerre (Kriegspiel) dans la tactique. Il forma une soixantaine de hauts gradés en tactique, stratégie et organisation, et réussit ainsi à supprimer l'influence des conseillers français et à la remplacer par ses propres conceptions. Meckel contribua à renforcer l'idéal de soumission à l'empereur, cher à Hermann Roesler, en enseignant à ses élèves que les succès militaires des Prussiens étaient dus à l'obéissance des officiers envers leur souverain, tel qu’expressément codifié dans l'Article XI-XIII de la Constitution de l'empire du Japon.
Les réformes de Meckel contribuèrent pour beaucoup à l'éclatante victoire des Japonais sur les Chinois lors de la guerre sino-japonaise de 1894/95. Néanmoins, les tactiques de Meckel qui préconisaient l'usage intensif de l'infanterie lors des campagnes offensives furent considérées comme la cause du grand nombre de victimes japonaises lors de la guerre russo-japonaise de 1905.

### Dans l'État-major allemand
Pendant la traversée, Meckel obtient sa promotion du 17 avril 1888 au grade de lieutenant-colonel. En tant qu'officier d'état-major titulaire, il est muté en août 1888 à l'état-major du 57e régiment d'infanterie à Wesel. Ensuite, Meckel fut assigné au 88e régiment d'infanterie à la forteresse de Mayence, puis promu au rang de major-général et placé à la tête de toutes les forces de l'armée impériale allemande dans la région du Rhin. Il devint par la suite rédacteur en chef des 2es et 3es éditions des Devoirs de l'État-major (Der Dienst des Generalstabes) de Paul Bronsart von Schellendorff. Il devint sous-chef d'État-major de l'armée impériale allemande en 1895. Néanmoins, il n'était pas très apprécié de l'empereur Guillaume II qui s'opposa à son élévation dans les rangs de la noblesse. Il fut réassigné au commandement de la 8e brigade d'infanterie mais se retira du service actif peu de temps après. Il mourut à la station thermale de Gernrode à l'âge de 63 ans.